# 서울정덕초등학교
서울정덕초등학교(서울貞德初等學校)는 대한민국 서울특별시 성북구 동소문동7가에 있는 공립 초등학교이다.

## 학교 연혁
- 1946년 11월 1일 사립 화강학원 정화본원을 서울정덕국민학교로 승격
- 1996. 03. 01 서울정덕초등학교로  개명 19학급 편성 (교사 증개축 공사시작 )
- 1998. 03. 30 신축교사로 이전 완료  (구 교사 완전 철거)
- 2001. 03. 01  병설유치원 개원 (2반: 40명)
- 2007. 06. 01   과학실험실 현대화 완료
- 2008. 06. 10   냉난방 시설 공사
- 2016. 02. 17  제 70회 졸업식(남 77명, 여 112명, 계 189명, 총 17,402명)
- 2016. 03. 01  45(2)학급 편성
- 2017. 02. 17  제 71회 졸업식(남 88명, 여 96명, 계 184명, 총 17,586명)
- 2017. 03. 01  45(2)학급 편성
- 2018. 02. 13  제 72회 졸업식(남 86명, 여 81명, 계 167명, 총 17,753명)
- 2018. 03. 01  44(2)학급 편성
- 2018. 09. 01  제 26대 황일석 교장 취임
- 2019. 02. 15  제 73회 졸업식(남 84명, 여 84명, 계 168명, 총 17,921명)

## 참고 자료
- 서울정덕초등학교 - 한국교육학술정보원 학교알리미